# دايفيد هوروويتز (اقتصادي)
دايفيد هوروويتز (بالعبرية: דוד הורוביץ‏) هو اقتصادي إسرائيلي، ولد في 1899 في دروغوبيتش في أوكرانيا، وتوفي في 10 أغسطس 1979 في القدس في إسرائيل.